# ドミニク・ペルベン

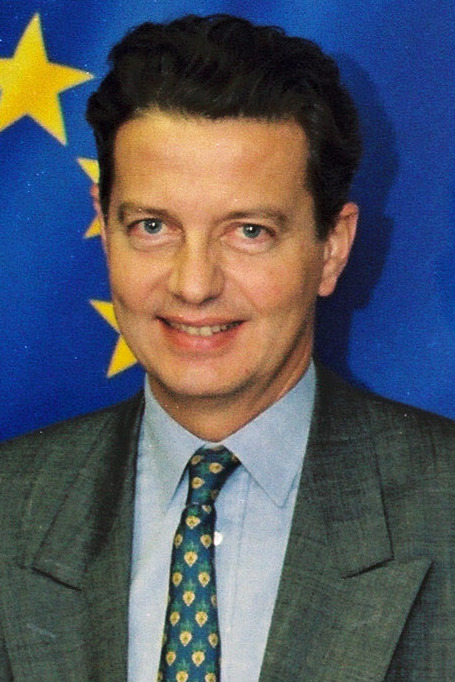
ドミニク・ペルベン

ドミニク・ペルベン（Dominique Perben、1945年8月11日 - ）は、フランスの政治家。国民運動連合所属。リヨン出身。

## 人物
リヨン第三大学、パリ政治学院、フランス国立行政学院をそれぞれ卒業する。1986年から国民議会議員。1989年には、シャロン・シュル・ソーヌ市長に当選している。
1993年海外領土相、1995年アラン・ジュペ内閣の行政管理担当相、2002年ジャン＝ピエール・ラファラン内閣の国璽尚書・法務大臣、2005年ドミニク・ド・ヴィルパン内閣で運輸・公共事業・観光・海洋相を歴任した。2008年リヨン市長選挙に立候補を表明している。